# Hyllus callietherinus
Hyllus callietherinus är en spindelart som beskrevs av Władysław Taczanowski 1878. Hyllus callietherinus ingår i släktet Hyllus och familjen hoppspindlar. Inga underarter finns listade i Catalogue of Life.